# 파커 맥
파커 맥(Parker Mack, 1992년 ~ )은 미국의 배우, 텔레비전 배우이다.
세인트루이스에서 태어났다.

## 방송
- 체이싱 라이프 시즌2
- 페이킹 잇 2

## 영화
- 더 다크니스 (2016년)
- 위자 : 저주의 시작 (2016년)
- 폴슬리 어큐즈드 (2015년)